# Жезл Моисея
Жезл Моисея (ивр. מטה משה‎; matteh) — в библейской Книге Исход используемый Моисеем посох, с помощью которого он совершает чудеса: дважды добывает воду из скал и рассекает Чермное море (принято считать, что это было Красное море).
В Библии короля Иакова (1611 год) переводится как «стержень».
Как еврейский амулет, имел разные изображения на набалдашниках, а сучья и нижний конец были снабжены различными Божьими именами и эпитетами.

## Случаи употребления
- Ветхозаветный эпизод горящего тернового куста (неопалимой купины). Получив Божие повеление идти к фараону для освобождения израильтян, Моисей несколько раз отрекался от такого великого посольства, на что Иегова открыл ему своё имя — Сущий — и в удостоверение Своего могущества обратил жезл в руках Моисея в змея и змея снова обратил в жезл. В помощники Моисею Господь указал его брата Аарона. Тогда Моисей вместе с братом Аароном предстал перед фараоном, и от имени Иеговы они просили отпустить евреев из Египта на три дня для принесения жертв в пустыне[3]. Надо заметить, что у Аарона был собственный жезл, который почитается священной принадлежностью Скинии, как давший ростки и расцветший, что послужило признаком утверждения Левиина колена[4].
- Войско фараона пустилось догонять израильтян и уже приближалось к их стану у Чермного моря. Тогда Господь повелел Моисею взять его жезл и разделить море так, чтобы Израилевы сыны могли пройти среди моря по суше. Моисей поступил согласно повелению, море разделилось и открылось сухое дно.[3]
- Моисей повёл свой народ в землю обетованную через Аравийскую пустыню. В Рефидиме, вследствие недостатка воды и ропота народа, Моисей по повелению Божию извёл воду из скалы горы Хорива, ударив в неё своим жезлом.[3]
- Уже тридцать с лишним лет странствовали евреи по пустыне, и почти все вышедшие из Египта умерли. С наступлением сорокового года по выходе из Египта, они дошли до Кадеса, в пустыне Син на границе Идумеи. Из-за недостатка воды народ снова возроптал на Моисея и Аарона. Вняв их молитве, Господь приказал Моисею и Аарону собрать всех и с жезлом в руках приказать скале дать воду. Моисей ударил в скалу жезлом дважды, и потекло много воды. Раз Моисей, как будто не доверяя одному своему слову, ударил жезлом и поступил вопреки воле Божией, то за это ему и Аарону было суждено умереть вне земли обетованной.[3]

## Прочее
В храме святого Феодора в Константинополе также хранился «жезл Моисея» — крест, привезённый в Константинополь при Константине Великом. Во время больших императорских выходов его несли перед процессией веститоры. В том же храме хранились и другие императорские реликвии.

## Художественные изображения
- «Моисей и горящий куст (неопалимая купина)»
- Дирк Боутс (1465/1470)
- Моретто да Брешиа (1525)
- Никола Пуссен (1641)

- «Моисей, источающий (иссекающий) воду из скалы»
- Из немецкой хроники 1350/1375 годов
- Картина Тинторетто (1577)
- Картина Питера де Греббера (1630)
- Гуашь Джеймса Тиссо (ок. 1900)